# لفافة ساعدية
تُعد اللِّفافة الساعِدية (أو antibrachial fascia أو اللفافة الساعدية العميقة)، المتصلة من أعلى مع اللفافة العضُدِية، كساءً غشائيًا كثيفًا يشكل غِمْدًا عامًا للعضلات في هذه المنطقة، وهي مرتبطة من الخلف بـالزجي والحافة الظهرية من الزند، وتخرج من سطحها العميق العديد من الحواجز بين العضلات التي تحيط بكل عضلة بشكل منفصل.
وتكون اللفافة الساعدية سميكة بصورة خاصة حول الأوتار المثنية حيث تقترب من المعصم، وتشكل الرِباط الرَّاحي الرُّسغِيّ.
ويتصل ذلك مع الرِباط المُستعرِض الرُّسغِيّ ويشكل غمدًا لأوتار العضلة الراحية الطويلة التي تمر فوق الرباط المُستعرِض الرُّسغِيّ لتدخل إلى السفاق الراحي.
ومن جهة الخلف، بالقرب من مَفصل المعصم، تكتسب اللفافة الساعدية سمكًا من خلال إضافة العديد من الألياف المُستعرِضة وتُشكل الرِباط الظهري الرُّسغِيّ.
وتُعد اللفافة الساعدية أكثر سمكًا عند السطح الظهري منها عند السطح الراحي، وكذلك أكثر سمكًا عند الجزء السفلي منها عند الجزء العلوي من الساعد، كما تتم تقويتها من الأعلى بواسطة الألياف الوترية المُستمَدة من عضلة ذات الرأسين العضدية في الأمام، ومن العضلة ثلاثية الرؤوس العضدية في الخلف.
وتعتبر هذه اللفافة بمثابة مَنشأ الألياف العضلية، خاصة في الجزء العلوي من الجانب الأوسط والجانبي من الساعد، كما أنها تشكل حدود مجموعة من التجاويف مخروطية الشكل التي تضم العضلات.
وبالإضافة إلى الحواجز الرأسية التي تفصل بين العضلات الفردية، تخرج الحواجز المُستعرِضة الموجودة في كلٍ من السطح الظهري والسطح الراحي من الساعد لتفصل بين الطبقات العميقة والطبقات السطحية للعضلات.
وتوجد فتحات في اللفافة الساعدية لمرور الأوعية والأعصاب، وتُستخدم إحدى هذه الفتحات كبيرة الحجم، الواقعة في الجزء الأمامي من المرفق، لمرور الفرع المُوَصِّل بين الأوردة السطحية والأوردة العميقة.